# Vallée du Magnerolles
Vallée du Magnerolles este o arie protejată (sit de importanță comunitară — SCI) din Franța întinsă pe o suprafață de 1.826 ha, integral pe uscat.

## Localizare
Centrul sitului Vallée du Magnerolles este situat la coordonatele 46°25′05″N 0°07′51″W / 46.41806°N 0.13083°V.

## Înființare
Situl Vallée du Magnerolles a fost declarat arie specială de conservare în baza directivei 92/43 din 1992 referitoare la conservarea habitatelor naturale și a faunei și florei sălbatice pentru a proteja 8 specii de animale.

## Biodiversitate
Situată în ecoregiunea atlantică, aria protejată conține 2 habitate naturale: Păduri aluvionare cu Alnus glutinosa și Fraxinus excelsior (Alno-Padion, Alnion incanae, Salicion albae), Pante stâncoase silicioase cu vegetație casmofită.
La baza desemnării sitului se află mai multe specii protejate:
- mamifere (1): liliac comun (Myotis myotis)
- nevertebrate (5): Austropotamobius pallipes, croitorul mare al stejarului (Cerambyx cerdo), Coenagrion mercuriale, rădașcă (Lucanus cervus), Rosalia alpina
- pești (2): zglăvoacă (Cottus gobio), Cottus perifretum

Pe lângă speciile protejate, pe teritoriul sitului au mai fost identificate 3 specii de plante, 1 specie de păsări, 4 specii de amfibieni, 2 specii de mamifere.